# Séance photo
Une séance photo est le processus suivi par les créatifs et les modèles qui aboutit à l’obtention d’un objet visuel. Un exemple est un modèle posant pour un photographe dans un studio ou un lieu extérieur.
Une séance photo est une série de photos qui sont prises, dans le but d’obtenir des images qui peuvent ensuite être utilisées en postproduction ou en édition. Ces images sont ensuite utilisées pour la publicité imprimée ou numérique, la garantie commerciale ou simplement pour un usage personnel.
Une séance photo amateur est plus susceptible d’être sous l’arrangement de Trade-For-Portfolio (TFP), tandis qu’une séance photo professionnelle pour une marque ou un produit est susceptible d’être un arrangement rémunéré. Avec les séances photo TFP, l’accord est souvent que toutes les personnes impliquées dans la séance recevront les images haute résolution et éditées comme moyen de paiement,.
Avec les séances photo professionnelles, le contrat est généralement signé via une agence de mannequins qui les représente, et le paiement est donc généralement toujours monétaire. Pour cette raison, les modèles peuvent ne pas avoir la garantie de recevoir les images, car elles sont la propriété de l’entreprise ou de la personne qui les a embauchées. De nombreuses séances photo embauchent des modèles d’agences de mannequins professionnelles et peuvent également embaucher des stylistes, des maquilleurs et des coiffeurs.

## Types de séances photo
- Photographie d’aliments et de boissons
- Photographie de produits et de styles de vie
- Architecture et photographie d’intérieur
- Photographie e-commerce
- Photographie de style de vie général
- Photographie de portrait
- Photographie conceptuelle
- Photographie de nouveau-né posé
- Photojournalisme
- Photographie de mode
- Photographie sportive
- Photographie de nature morte
- Photographie éditoriale
- Photographie documentaire
- Photographie de nature
- Photographie de paysage
- Astrophotographie
- Photographie d’animaux de compagnie
- Photographie de tempête
- Macrophotographie
- Photographie de fleurs
- Photographie immobilière
- Photographie par drone
- Photographie de headshot
- Photographie en noir et blanc
- Photographie d’art
- Photographie de rue
- Photographie de mariage
- Photographie en double exposition
- Photographie surréaliste
- Photographie abstraite

## Galerie
|                                                |
| Modèle posant sur un plateau de studio typique |

|                    |
| Photo en extérieur |

|                           |
| Séance photo d’un danseur |

|                                  |
| Séance photo d’un groupe musical |

|                                                 |
| Modèles en bikini pour une séance photo en 2011 |

|                                                 |
| Séance photo, dans un studio au Canada en 1922. |